# Starksia spinipenis
Starksia spinipenis е вид лъчеперка от семейство Labrisomidae.

## Разпространение
Видът е разпространен в Мексико.